# 清浄寺 (吉川市)
清浄寺（しょうじょうじ）は、埼玉県吉川市にある浄土真宗本願寺派の寺院。

## 歴史
1261年（弘長元年）、西念によって開山された。西念は親鸞の高弟「二十四輩」の一人で、俗名「井上貞親」といい、信濃国（現・長野県）の井上城の城主だった井上氏の出身であった。西念は武蔵国足立郡野田（現・埼玉県さいたま市緑区上野田）に西念寺（廃寺、後に現在の茨城県坂東市に西念寺として再興）を創建、水運の要衝であった当地にも「西光院」を創建した。これが当寺の起源である。
建武期の兵乱の際に、西光院第3世住職西順は、親鸞木像を門前に埋めて隠した。しかし後に西順も寂したため、いつしか忘れ去られてしまった。第4世了西の時に、親鸞像を埋めたところが「むくむく」と動いたため、その場所を掘ったところ親鸞像が出土した。この逸話から「おむくさま」と呼ばれるようになり、別堂の「おむく堂」に安置されることになった。
その後の戦乱もあり、いつしか浄土真宗の法統は絶え、西光院は真言宗の寺になっていた。1838年（天保9年）、下総国野田町（現・千葉県野田市）の醤油醸造家茂木佐平治により、「おむく堂」は浄土真宗の「清浄寺」として分離独立した。その後、真言宗の西光院は廃寺となっている。
当寺には、「南无仏塔」というものがある。「无」は「無」の略字体である。現在は埼玉県の史跡に指定されている。

## 文化財
- 西念法師塔（埼玉県指定史跡 昭和35年3月1日指定）[4]
- 南无仏塔（埼玉県指定史跡 昭和35年3月1日指定）[4]

## 交通アクセス
- 吉川駅より徒歩5分。